# Valle de Juárez (kommun)
Valle de Juárez är en kommun i Mexiko.   Den ligger i delstaten Jalisco, i den centrala delen av landet, 400 km väster om huvudstaden Mexico City. Antalet invånare är 5 798. Arean är 91 kvadratkilometer.
Terrängen i Valle de Juárez är lite bergig.
Följande samhällen finns i Valle de Juárez:
- Valle de Juárez
- El Moral